# Gymnasium illustre Augusteum
Das Gymnasium illustre Augusteum in Weißenfels, eingeweiht am 1. November 1664 und in Betrieb bis 1794, war im ausgehenden 17. und frühen 18. Jahrhundert eine der berühmtesten Schulen im protestantischen deutschsprachigen Raum.

## Geschichte
Die Gründung erfolgte 1664 durch Herzog August von Sachsen-Weißenfels, die Einweihung folgte am 1. November selben Jahres. Man bezog die Räume des ehemaligen St. Clara Klosters in Weißenfels. Berühmte Lehrer waren Christian Weise, Johannes Riemer, Johann Siebold und Christoph Cellarius; zu den Schülern zählte unter anderem Christian Friedrich Hunold und Heinrich von Brühl. Die Schule profitierte in erheblichem Maße vom kulturellen Leben, das August (1614 bis 1680) und Johann Adolf I. (1680 bis 1697) an den Hof zogen. In Weißenfels gastierten die berühmtesten Komponisten der Zeit. Zu den Textdichtern der Oper gehörte August Bohse, alias Talander, der berühmteste Romanautor der 1690er Jahre und des ersten Jahrzehnts des 18. Jahrhunderts.
Der Lehrplan kam dem einer Universität gleich. Tatsächlich riskierte Rektor Christian Weidling 1717 die Verhaftung, weil er am Augusteum akademische Grade verlieh, die nur eine Universität verleihen durfte. Das Schicksal des Gymnasiums entschied sich mit der herzoglichen Protektion. Mit dem Aussterben der Linie ging die Institution 1794 ein.
Heute beherbergt das Nachbargebäude des ehemaligen Gymnasium illustre Augusteum das Goethegymnasium Weißenfels, welches seine geschichtlichen Wurzeln auf diese Institution zurückführt.